# Doris Schwaiger
Pour les articles homonymes, voir Schwaiger.
Doris Isabella Schwaiger, née le 28 février 1985 à Allentsteig (Autriche), est une joueuse de beach-volley autrichienne, professionnelle depuis 2002 et désormais retraitée. Elle a notamment été championne d'Europe de sa discipline en duo avec sa sœur Stefanie.

## Carrière

### Les débuts
Doris Schwaiger commence le beach-volley en 2002, à l'âge de 17 ans. Elle participe tout d'abord aux Junior World Championship de Xylókastro (Grèce) en 2002 avec sa sœur Stefanie, qui sera sa seule coéquipière tout au long de sa carrière.
Franchissant les limites d'âges, les deux sœurs participent aux Youth World Championship de Saint-Quay-Portrieux (France) en 2003, de Porto Santo (Portugal) en 2004 et de Rio de Janeiro (Brésil) en 2005, où elles terminent à la troisième place.

### Une carrière honorable de 2002 à 2012
Doris et Stefanie Schwaiger mènent une carrière honorable de leur apparition sur le circuit du FIVB Beach Volley World Tour jusqu'en 2008. Après avoir notamment terminé à la 5e place lors des Jeux olympiques de Pékin, elles remportent la Médaille de bronze lors du Tournoi Open de Kristiansand (Norvège) en août 2008.
L'année suivante, elles terminent médaillées d'argent du même Tournoi Open de Kristiansand après une défaite serrée en trois sets contre les Brésiliennes Maria Antonelli et Talita Antunes.
En 2010, elles subissent à nouveau la loi des Brésiliennes Maria Antonelli et Talita Antunes en deux sets secs en finale du World Series 13 de Marseille (21-17, 21-12).
En mai 2011, elles parviennent à la Médaille de bronze lors de l'Open de Shanghai (Chine) en battant les qualifiées américaines Hanson/Fendrick 21-19, 21-23 et 15-12.

### La reconnaissance européenne de 2013
Après une année 2012 décevante, les Sœurs Schwaiger voient leur début d'année 2013 récompensée par une Médaille d'argent au Grand Chelem de Shanghai en mai, perdant en finale en deux sets contre les Brésiliennes Taiana Lima et Talita Antunes da Rocha (21-13, 21-11), signe d'une lente progression vers les sommets.
Ce sommet est atteint début août 2013, puisque les Sœurs Schwaiger remportent les Championnats d'Europe de beach-volley de Klagenfurt (Autriche), battant en finale les Espagnoles Liliana Fernández et Elsa Baquerizo sur une terre qui leur réussit si bien.

### Une fin de carrière prématurée
Le titre européen à domicile d'août 2013 marque le sommet de la carrière de Doris Schwaiger, et parallèlement le début d'une route qui la mènera vers la fin de sa carrière.
Elle annonce sa retraite sportive au cours du tournoi Masters de la CEV de Baden fin mai 2014, précisant notamment que sa motivation s'était effritée au fil des années et qu'elle avait tenté de l'ignorer depuis bien trop longtemps.

## Palmarès

### Jeux olympiques d'été
- Pas de performance significative

### Championnats du Monde
- Pas de performance significative

### Championnats d'Europe
- Médaille d'or en 2013 à Klagenfurt (Autriche) avec Stefanie Schwaiger

## Vie privée
Doris Schwaiger réside à Zwettl (Autriche). Elle étudie actuellement le droit. Ses parents sont Manfred (vétérinaire) et Erika Schwaiger. Elle a deux frères (Ulrich et Tobias) ainsi qu'une sœur, Stefanie.